# Rodolphe d'Erlanger
Pour les articles homonymes, voir Erlanger.
Rodolphe d'Erlanger, de son nom complet Rodolphe François, baron d'Erlanger, né le 7 juin 1872 à Boulogne-Billancourt et mort le 29 octobre 1932 à Tunis, est un peintre, musicologue et orientaliste franco-britannique.
D'ascendance allemande par son père et américaine par sa mère, il s'installe en Angleterre puis adopte en 1894 la nationalité britannique.

## Famille
Son grand-père, le baron Raphaël d'Erlanger, fonde en 1848 dans la ville libre de Francfort-sur-le-Main la banque Erlanger et fils qui connaît un succès rapide. Son père, le baron Frédéric Émile d'Erlanger développe la succursale parisienne à un point tel qu'elle devient une banque indépendante d'envergure mondiale. Il est, entre autres, l'un des principaux bailleurs des chemins de fer. Il épouse une Américaine, Marguerite Mathilde Slidell (1842-1927).
Rodolphe d'Erlanger a trois frères. L'aîné est un scientifique et professeur, le baron Raphaël Slidell d'Erlanger (de).
Le deuxième frère, le baron Émile Beaumont d'Erlanger (de), est banquier, musicien, mélomane et mécène des arts. Il se voit confier par son père la présidence de la Compagnie des chemins de fer du Nord. Il finance également la Channel Tunnel Company destinée à percer le tunnel sous la Manche. Il déplace le centre de gravité de la banque familiale de Paris vers Londres, où il obtient la nationalité britannique en 1891 et se voit également confirmé son titre de baron. Il vit avec son épouse à Falconwood, près de Shooter's Hill (en) au sud-est du Grand Londres, mais le plus souvent dans l'ancienne maison de Lord Byron à Rutland Gate, une rue du quartier londonien de Kensington, à proximité de Knightsbridge.
Son troisième frère, le baron Frédéric Alfred d'Erlanger, entame dès sa jeunesse des études musicales à Paris et devient un compositeur de renom. En outre, il travaille également comme banquier à Paris puis Londres.
Il est également le cousin de l'explorateur et ornithologue allemand Carlo von Erlanger. De plus, l'une de ses petites-nièces, Minnie Caroline d'Erlanger, devient l'épouse de Winston Churchill Junior, petit-fils du Premier ministre britannique.

## Formation
Rodolphe d'Erlanger, le cadet de la fratrie, ne suit pas une formation de banquier comme ses frères, mais développe très tôt de fortes inclinations pour la peinture, mais aussi pour la musique, en particulier arabe. Il étudie dans sa jeunesse à l'académie Julian de Paris, sous la direction de Jules Lefebvre et Tony Robert-Fleury, et commence une carrière de peintre avec une prédilection pour l'orientalisme et les paysages.

## Carrière en Tunisie

### Arrivée et installation définitive
Rodolphe d'Erlanger peint des paysages, des portraits et des scènes de rue à Paris et Deauville, en Italie, en Angleterre, en Égypte et surtout en Tunisie, devenu un protectorat français. La banque familiale y avait été impliquée car la dynastie régnante, les Husseinites, et le grand vizir, Mustapha Khaznadar, avaient souscrit à deux séries d'emprunts extérieurs, garantis par la banque Erlanger. En 1869, incapable de rembourser les annuités exorbitantes, l'État tunisien est alors contraint par ses créanciers, au travers de leurs gouvernements, de se soumettre à une commission financière internationale.

Studios et tableaux de Tunisie
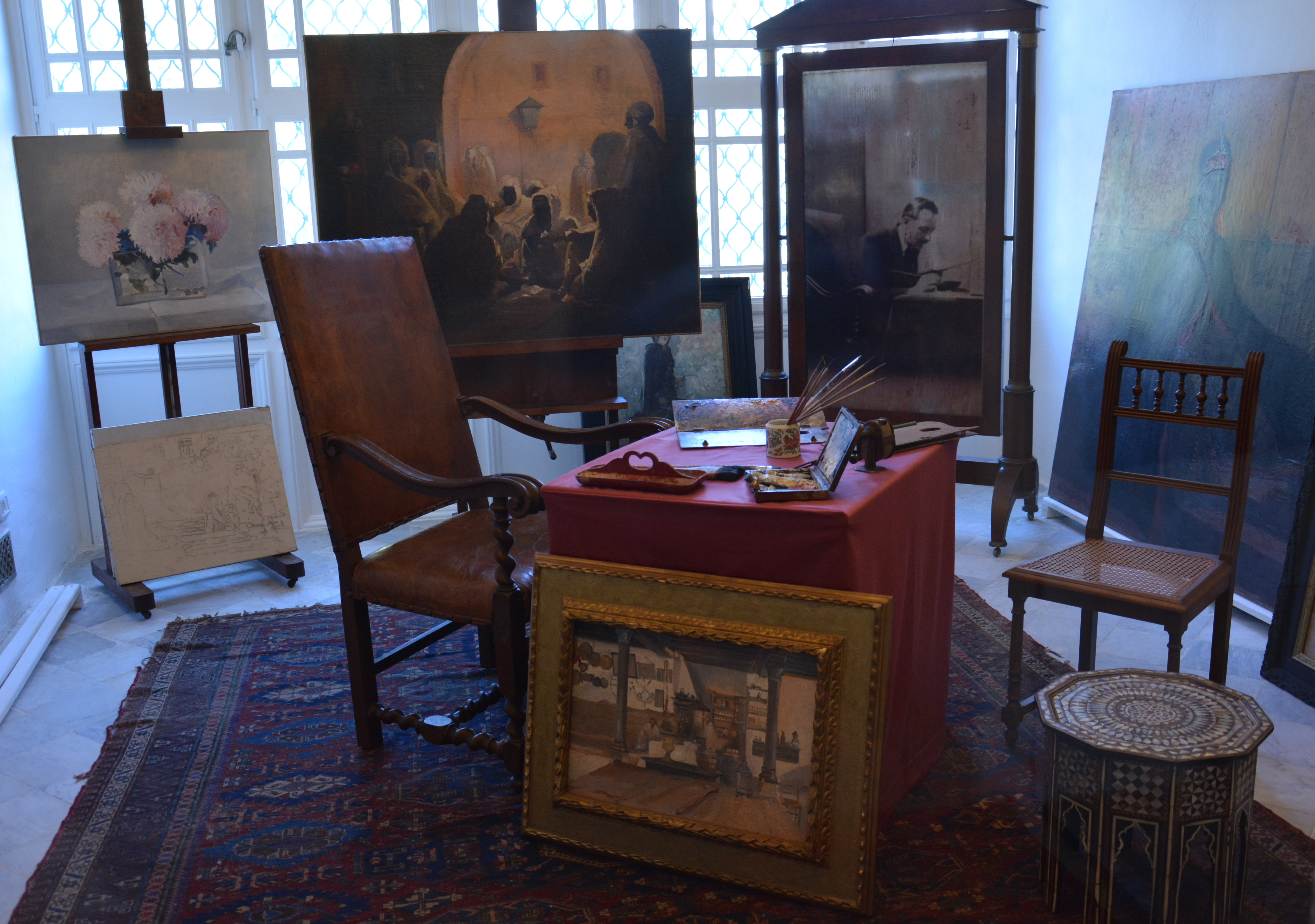
Studio de peintures de Rodolphe d'Erlanger à Ennejma Ezzahra.
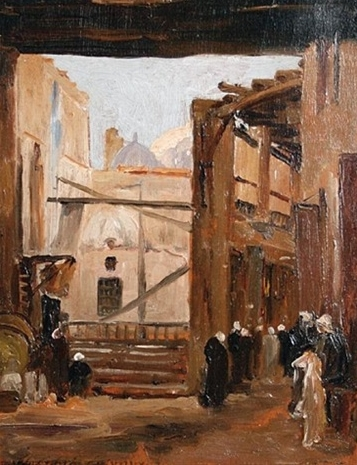
Scène de souk.
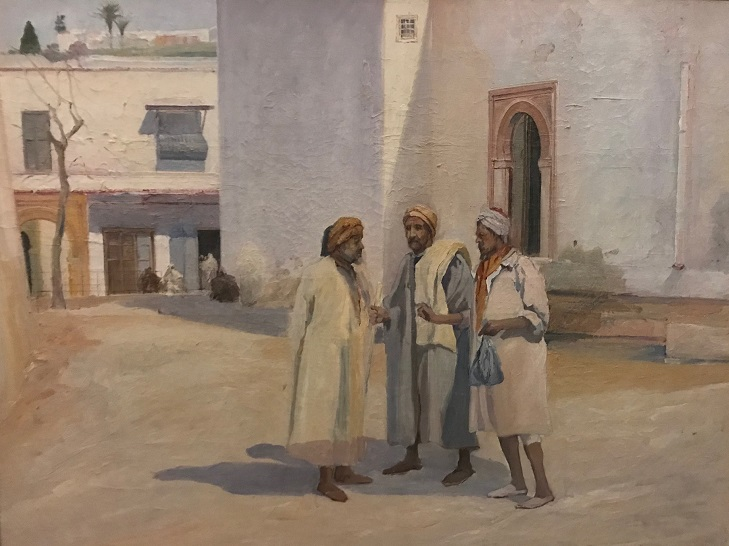
Trois hommes discutant.
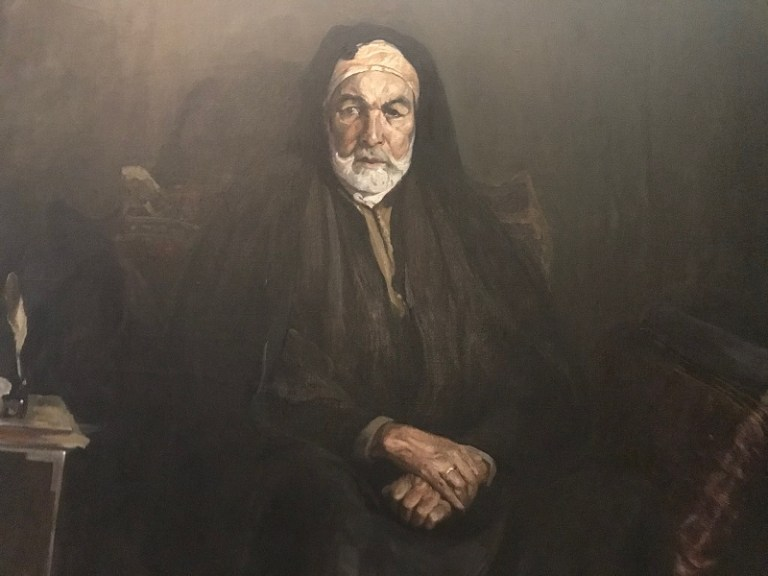
Vieux Tunisien.
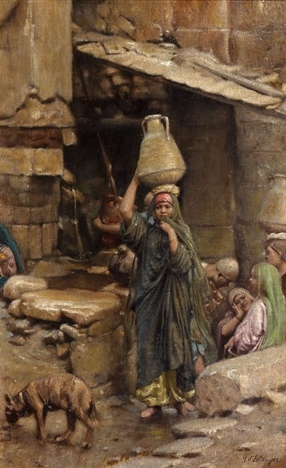
La porteuse d'eau.

En raison d'une maladie des bronches, il séjourne en Tunisie en avril 1909 et acquiert à cette occasion un terrain à Sidi Bou Saïd, un village situé à environ vingt kilomètres au nord de Tunis, sur un rocher dominant Carthage et le golfe de Tunis. En septembre 1910, il quitte avec sa femme sa résidence au Plessis-Robinson pour venir s'installer dans sa propriété puis, l'année suivante, engage les travaux d'un palais de 2 000 m2 (baptisé Ennejma Ezzahra) avec un jardin en terrasses de cinq hectares, selon les normes de l'architecture andalouse. Achevée en 1921, la demeure possède une décoration intérieure raffinée mêlant l'art arabo-andalou, espagnol et italien, imitant le palais de l'Alhambra à Grenade. Il obtient dans le même temps que le village entier soit protégé : le décret du 28 août 1915, tout en assurant la protection du village, impose le bleu et le blanc et interdit toute construction anarchique sur le promontoire.

### Apport musicologique

#### Divers articles et ouvrages
Amateur de musique, il s'initie au qanûn.
En 1917, il écrit un premier article intitulé « Au sujet de la musique arabe en Tunisie » dans la Revue tunisienne où il présente son projet musicologique colossal, qui prévoit, entre autres, la collecte, l'enregistrement et la transcription des répertoires de musique arabe classique. Il entame aussi un projet de traduction en français de six traités musicaux arabes rédigés entre les Xe et XVIe siècles.
Il reste également de lui un ouvrage manuscrit inachevé, qu'il a dicté en arabe ou fait rédiger par l'historien Hassan Hosni Abdelwaheb, intitulé Tarikh al-musiqa al-arabiyya wa usuluha wa-tatawwuratuha (Histoire de la musique arabe et son évolution), déposé à la Bibliothèque nationale de Tunisie. Il entreprend aussi en 1929 des enregistrements auprès des Touaregs, désormais déposés aux Berliner Phonogramm-Archiv. En 1930, il publie un article baptisé « L'archéologie musicale : un vaste champ d'investigation pour les musiciens de la jeune génération » dans La Revue musicale.
En 1937 est également publié à titre posthume un ouvrage de transcription des Mélodies tunisiennes hispano-arabes, arabo-berbères, juives, nègres.

#### Traité sur la musique arabe
Avec ses partenaires, en particulier son secrétaire Manoubi Snoussi, le musicologue Henry George Farmer (en), le baron Carra de Vaux-Saint-Cyr, le Syrien Ali Darwich (ar) et le Tunisien Ahmed el-Wafi, il produit un ouvrage en six volumes, La musique arabe, édité par Geuthner. Rodolphe d'Erlanger est encore vivant lors de la parution du premier volume, les cinq autres volumes ayant été publiés après sa mort, en 1935, 1938, 1939, 1949 et 1959. Ce travail est toujours considéré comme une ressource précieuse par les musiciens et les scientifiques :
- volume 1 (1930) : Al-Fârâbî, Grand traité de la musique (Kitâbu l-Mûsîqî al-Kabîr), livres I et II ;
- volume 2 (1935) :
  - Al-Fârâbî, Grand traité de la musique (Kitâbu l-Mûsîqî al-Kabîr), livre III ;
  - Avicenne, Mathématiques (Kitâbu' š-šifâ') ;
- volume 3 (1938) : Safi ad-Din al-Urmawi :
  - Épître à Šarafu-d-Dîn (Aš-šarafiyyah) ;
  - Le livre des cycles musicaux (Kitâb al-adwâr) ;
- volume 4 (1939) :
  - Traité anonyme dédié au sultan Osmânlî Muhammad II (XVe siècle) ;
  - Al-Lâdhiqî, Traité Al Fathiyah (XVIe siècle) ;
- volume 5 (1949) : Essai de codification des règles usuelles de la musique arabe moderne / Échelle générale des sons et système modal ;
- volume 6 (1959) : Essai de codification des règles usuelles de la musique arabe moderne / Système rythmique et formes de composition.

Ses travaux et son intérêt pour la musique sont d'une importance telle que le roi Farouk d'Égypte lui confie l'organisation du premier Congrès de musique arabe du Caire, organisé du 28 mars au 3 avril 1932 et invitant des musiciens occidentaux comme Béla Bartók et Paul Hindemith ou turcs comme Rauf Yekta (en). Erlanger y travaille avec l'aide de musiciens tunisiens et proche-orientaux ainsi que du baron Carra de Vaux. Toutefois, sa santé ne lui permet pas de se rendre au Caire pour participer au congrès. Le discours d'ouverture, qu'il avait prévu de prononcer, est publié sous le titre « La musique arabe » dans La Revue musicale. Il y insiste en particulier sur l'importance de la pédagogie. De plus, les travaux du congrès, dont Erlanger a donné l'orientation scientifique, constituent le socle des deux essais des cinquième et sixième volumes.
Il meurt le 29 octobre de la même année.
En 1987, ses cendres sont déplacées à Montreux et ses descendants vendent le palais et le domaine au gouvernement tunisien, qui le convertit en un Centre des musiques arabes et méditerranéennes, inauguré en novembre 1992. Le palais est donc désormais le lieu de concerts, d'expositions et de colloques ; une partie constitue un musée où sont présentés des instruments de musique issus de la collection du baron. Il abrite également une phonothèque et un atelier de lutherie.

#### Hommage posthume
Aimé et respecté de tous, Rodolphe d'Erlanger est d'abord enterré selon ses vœux dans ses jardins. Sur sa tombe, une plaque offerte par les musiciens tunisiens en hommage à l'ensemble de son œuvre indique : 

« Témoignage de reconnaissance

De tes précieux bienfaits

Les Arts et les Lettres se souviennent...

Et des larmes sont versées

À ta mémoire par la musique arabe.

Par tes soins, elle renaît, immortelle.

Et embellit de sa parure les siècles ;

Baron, tu as tourné le dos à la vie et, t'élevant dans le ciel, tu as disparu.

Ton souvenir sera gravé dans notre mémoire

Et nous le perpétuerons comme un devoir,

C'est là un témoignage de la fidélité

De l'Art à son Père spirituel.

- Association de la musique tunisienne »

## Vie privée
Le 19 juin 1897, il épouse à Londres, comme ses deux frères aînés, une femme issue de la noblesse européenne : la comtesse Maria Elisabetta Cleofee Scolastica Barbiellini Amidei, née le 14 octobre 1875 à Rome, est une descendante de deux anciennes et influentes familles aristocratiques italiennes. Elle est la fille du comte Francesco Barbiellini Amidei des Elmi de Pérouse et de l'Américaine Harriet Lewis, née à New London dans le Connecticut. Le couple vit entre son domicile du Middlesex, en Angleterre, et la maison familiale à Paris.
Le 2 juillet 1898 naît à Londres son fils aîné, le baron Léon Frédéric Alfred d'Erlanger (de).

## Filmographie
- « Trésors oubliés de la Méditerranée, le palais du baron d'Erlanger », film de Laurence Thiriat, Arte France et Les Bons Clients, Paris, 2011.